# Club Sportivo Cerrito
El Club Sportivo Cerrito es un equipo de fútbol uruguayo con sede en el barrio Cerrito de la Victoria de Montevideo. Fue fundado el 28 de octubre de 1929.
Su estadio es el Parque Maracaná, ubicado en Bulevar Aparicio Saravia 1327, esquina Avenida Burgues, en el Cerrito de la Victoria y cuenta con una capacidad de 3364 espectadores sentados (8.000 de pie). El terreno es propiedad de la Intendencia Departamental de Montevideo, y el club auriverde usufructúa el mismo en concesión.
A partir de 2023 disputa la Segunda División de Uruguay. Su clásico rival es el Club Atlético Rentistas, con el cual disputa el clásico del Cerrito de la Victoria.

## Historia

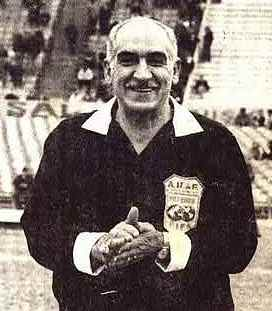
Esteban Marino, uno de los fundadores del club.

El Club Sportivo Cerrito, tiene los colores amarillo y verde por un curioso episodio. Entre los fundadores del club, figura Esteban Marino quien era propietario de una tienda. En ese comercio había una tela para sábanas y fundas que no tenía mucha salida. Con dicha tela (amarilla una, verde la otra, se confeccionaron los primeros uniformes del club. 
Fundado el 28 de octubre de 1929, realmente se institucionaliza en 1934, militando originalmente en las Ligas Centenario y Comercial. En 1945 se afilia a la Asociación Uruguaya de Fútbol participando de la Extra (nivel 4). Asciende a la Intermedia (nivel 3) en 1948, y continúa la escalada logrando el ascenso a Primera "B" (nivel 2) en el año 1951. Su debut como club profesional en la "B" se produce en 1952. Luego el equipo auriverde se encontró varias décadas alternando entre las divisionales "C" (nivel 3) y "B".
A partir de 1998, comienza la era más importante de Sportivo Cerrito. Ese año el club obtiene el título en la Liga Metropolitana Amateur (nivel 3) y logra asentarse en la Segunda División Profesional (nivel 2). En el 2003 el equipo auriverde se consagra campeón de la Segunda División venciendo en una histórica final disputada en el Estadio Centenario a su clásico rival, Rentistas, y consiguiendo así su primer histórico ascenso a la Primera División Profesional.
Jugó por primera vez en Primera División en el año 2004, debutando el 19 de marzo en el Estadio Luis Franzini con un empate 1:1 frente a Rentistas, que también había logrado ascender. En el primer campeonato que jugaron disputaron 17 partidos, de los cuales Cerrito ganó 10, perdió 4 y empató 3. Eso le permitió sumar 33 puntos y salir segundo en el Torneo Clasificatorio, siendo el equipo sensación del momento. Se mantuvo en Primera durante 4 temporadas consecutivas, descendiendo recién en 2006-07.

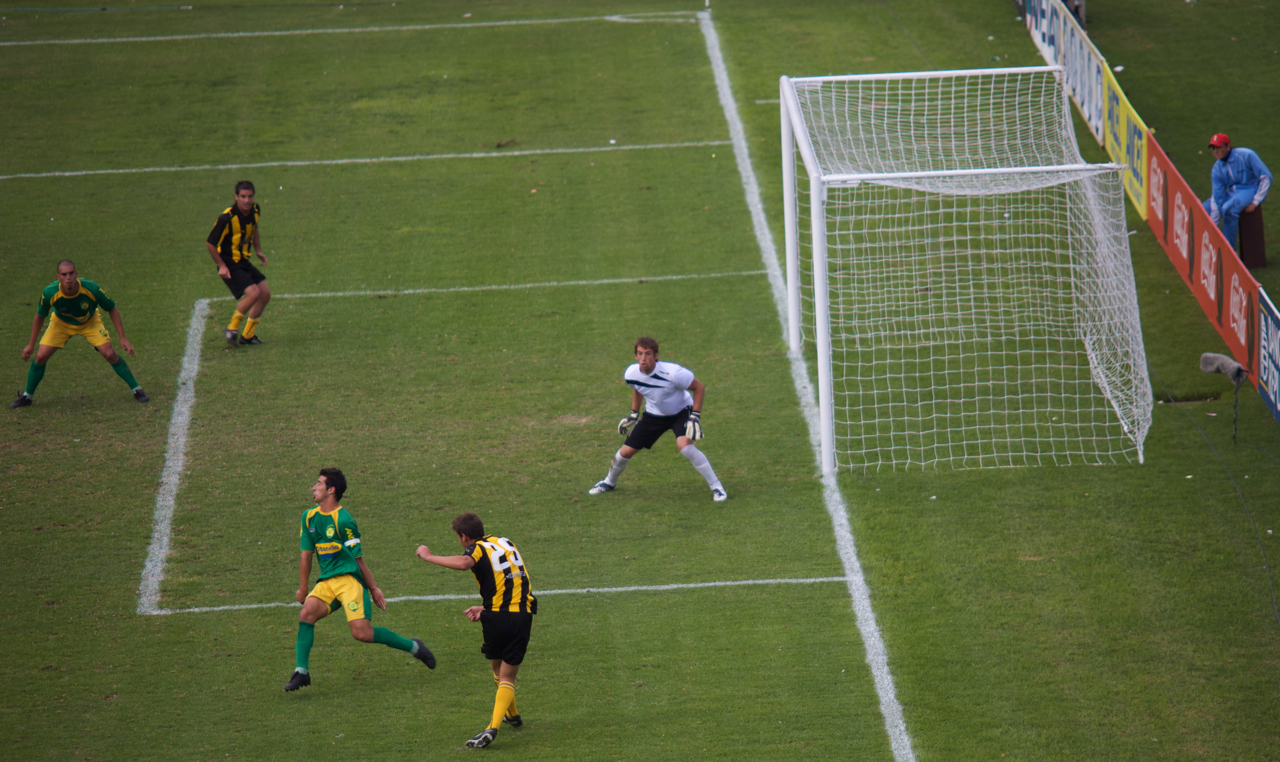
Partido de Primera División frente a Peñarol en la Temporada 2009-10.

El primer partido oficial disputado en su estadio propio (el Parque Maracaná) se realizó el día sábado 20 de septiembre de 2008, ante el Huracán Buceo y el resultado fue 3:0 favorable a Cerrito. El primer gol convertido en dicho escenario lo hizo Richard Requelme a los 14 minutos para el equipo de Cerrito. En esa temporada (2008/09) se consagró campeón del Torneo Clausura de la Segunda División al ganarle 3 a 2 a Sud América y,  por ser el segundo mejor por la Tabla Anual, logró su segundo ascenso a Primera División.
Tras permanecer solo una temporada en Primera, nuevamente asciende en la temporada 2010/11 al ganar el último partido como visitante a Plaza Colonia, con gol anotado por Nelson Techera sobre el final del partido; pero nuevamente le toca descender al año siguiente, luego de una pobre campaña. El club en 2015 desciende a Segunda División Amateur (ex divisional "C") pero regresa rápidamente al obtener todos los torneos en disputa en esa divisional y lograr el ascenso. 
Volvió a subir a Primera División (por cuarta vez) en el año 2020 al lograr el título de la Segunda División Profesional, en una campaña disputada íntegramente en el Estadio Charrúa debido a la pandemia de covid-19. Cerrito se mantuvo compitiendo en la máxima categoría en su primer año en el retorno a Primera, pero no lograría lo mismo en su segundo año, descendiendo temporada de 2022, volviendo a jugar en la segunda categoría a partir de 2023.

## Símbolos

### Escudo y bandera
El escudo y la bandera institucional es muy similar. Se componen de un fondo amarillo con un círculo verde, en cuyo interior contiene también en verde las siglas del club "C S C". Además, en ambos casos presentan detalles en verde.

### Mascota

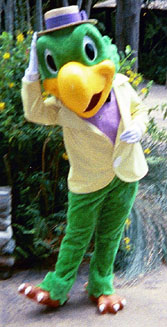
Carioca es la mascota de Sportivo Cerrito.

La mascota simbólica del club es el papagayo "Carioca", inspirado por el personaje antropomórfico de Disney.

## Uniforme
- Uniforme titular: Camiseta amarilla y verde mitades verticales, pantalón verde, medias amarillas.
- Uniforme alternativo: Camiseta verde con vivos amarillos, pantalón verde, medias verdes.

### Patrocinadores en la indumentaria

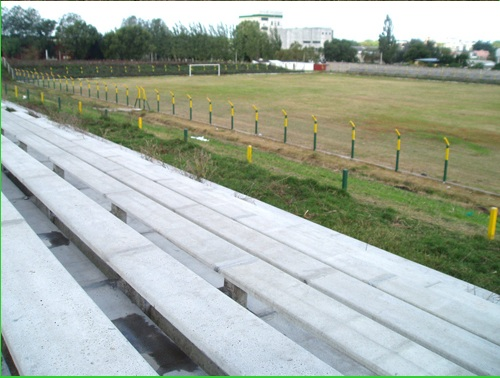
Parque Maracaná, estadio del club.

| Período       | Proveedor | Patrocinador                                 | Patrocinador                                   | Patrocinador |
| ------------- | --------- | -------------------------------------------- | ---------------------------------------------- | ------------ |
| 1983-1986     |           | Cymaco                                       |                                                |              |
| 1987-1988     | In-House  | Ondina                                       |                                                |              |
| 1989          |           | Rallycar                                     |                                                |              |
| 1989-1992     | Topper    | Bmx                                          |                                                |              |
| 1992          | In-House  | Radiollamada del Plata                       |                                                |              |
| 1993          | Adidas    |                                              |                                                |              |
| 1994-1995     |           | Austral Autmoviles                           |                                                |              |
| 1999          | Pódium    | Empendimientos L&A                           | Barraca Ariel Carper                           |              |
| 2000-2002     | In-House  |                                              |                                                |              |
| 2002-2003     | Matgeor   | Electrodomésticos Mi Casa Muebles Microsonic |                                                |              |
| 2003-2005     | Meta      | Microsules                                   |                                                |              |
| 2005          | Mgr sport | Microsules                                   |                                                |              |
| 2005-2008     | Penalty   | Microsules                                   | Cymaco                                         | Barraca Uno  |
| 2008-2009     | Mgr sport | Microsules                                   |                                                |              |
| 2009-2010     | Patrick   | Microsules                                   | Mi Casa Propiedades Cascada                    |              |
| 2009-2010     | Mgr sport | Ottonello                                    | Mi Casa Propiedades Cascada                    |              |
| 2010-2011     | Mgr sport | Ottonello                                    | EGA Mi Casa Propiedades Cascada                | Ancel        |
| 2011-2012     | Mgr sport | Ottonello Mabe                               | EGA Mi Casa Propiedades Cascada                | Antel        |
| 2012-2013     | Matgeor   | Ottonello Rinde Dos CACCSOE                  | Cascada Mi Casa Propiedades EGA                | Antel        |
| 2014-2017     | Joma      | Ottonello CACCSOE                            | Cascada CACCSOE                                | Antel        |
| 2017          | Borac     | CACCSOE                                      |                                                |              |
| 2018          | Joma      | CACCSOE                                      |                                                |              |
| 2019          | Cema      | CACCSOE Reactiva Cortiluz Gol Rent a Car     | Centro Estético Dental Cortiluz                | Antel        |
| 2020-2022     | Joma      | CACCSOE Reactiva Cortiluz Gol Rent a Car     | Centro Estético Dental                         | Antel        |
| 2023          | VyM       | Reactiva Gol Rent a Car                      | Centro Estético Dental Reactiva Gol Rent a Car | Antel        |
| 2024-presente | Matgeor   | Cortiluz Perez Scremini Reactiva             | Centro Estético Dental Reactiva Gol Rent a Car | Antel        |

## Datos estadísticos
Datos actualizados para la temporada 2025 inclusive.
- Temporadas en Primera División: 8 (2004-2006/07 / 2009/10 / 2011/12 / 2021-2022)
  - Debut: 2004.
  - Última participación: 2022
  - Mejor puesto en Primera División: 7.º (2005-06)
  - Peor puesto en Primera División: 15.º (2006-07 y 2011-12)
  - Primer partido en Primera División: Cerrito 1 - Rentistas 1 (Estadio Luis Franzini, 19 de marzo de 2004).
  - Primer gol en Primera División: Mauricio Pérez (mismo partido).
  - Primera victoria en Primera División: Cerrito 2 - Fénix 1 (Parque Viera, 27 de marzo de 2004).
- Temporadas en Segunda División: 38 (1952-1954 / 1971-1973 / 1983-1996 / 1999-2000 / 2002-2003 / 2007/08-2008/09 / 2010/11 / 2012/13-2014/15 / 2016-2020 / 2023 - )
- Temporadas en Tercera División: 31 (1949-1951 / 1955-1970 / 1974-1982 / 1997-1998 / 2015/16)
- Temporadas en Cuarta División: 4 (1945-1948)

## Últimas temporadas
| Temporada | División                | Posición                | Puntos                  |
| 2000      | 2.ª                     | 15.º                    | 28                      |
| 2001      | No participó por deudas | No participó por deudas | No participó por deudas |
| 2002      | 2.ª                     | 14.º                    | 28                      |
| 2003      | 2.ª                     | 1.º                     | 44                      |
| 2004      | 1.ª                     | 8.º                     | 26                      |
| 2005      | 1.ª                     | 11.º                    | 21                      |
| 2005-06   | 1.ª                     | 9.º                     | 46                      |
| 2006-07   | 1.ª                     | 15.º                    | 24                      |
| 2007-08   | 2.ª                     | 4.º                     | 55                      |
| 2008-09   | 2.ª                     | 2.º                     | 51                      |
| 2009-10   | 1.ª                     | 14.º                    | 32                      |
| 2010-11   | 2.ª                     | 2.º                     | 41                      |
| 2011-12   | 1.ª                     | 15.º                    | 24                      |
| 2012-13   | 2.ª                     | 6.º                     | 25                      |
| 2013-14   | 2.ª                     | 13.º                    | 32                      |
| 2014-15   | 2.ª                     | 15.º                    | 34                      |
| 2015-16   | 3.ª                     | 1.º                     | 39                      |
| 2016      | 2.ª                     | 13.º                    | 8                       |
| 2017      | 2.ª                     | 6.ª                     | 42                      |
| 2018      | 2.ª                     | 4.º                     | 37                      |
| 2019      | 2.ª                     | 5.º                     | 30                      |
| 2020      | 2.ª                     | 1.º                     | 41                      |
| 2021      | 1.ª                     | 10.º                    | 40                      |
| 2022      | 1.ª                     | 16                      | 17                      |
| 2023      | 2.ª                     | 9.º                     | 41                      |
| 2024      | 2.ª                     | 6.º                     | 46                      |
| --------- | ----------------------- | ----------------------- | ----------------------- |

## Palmarés
Torneos nacionales
| Organizados por AUF                                | Organizados por AUF             | Organizados por AUF |
| Competición nacional                               | Títulos                         | Subcampeonatos      |
| -------------------------------------------------- | ------------------------------- | ------------------- |
| Segunda División de Uruguay (2)                    | 2003, 2020                      |                     |
| Torneos Apertura y Clausura (Segunda División) (2) | 2008C, 2009C                    |                     |
| Tercera División de Uruguay (5)                    | 1951, 1970, 1982, 1998, 2015-16 |                     |
| Cuarta categoría de fútbol en Uruguay (1)          | 1948                            |                     |
|                                                    |                                 |                     |

## Futbol Playa
Cerrito disputa el Campeonato Uruguayo de Fútbol Playa, Donde actualmente ostenta el tetracampeonato, fue campeón por primera vez en la temporada 2021 venciendo en la final a Malvín, y en 2022, 2023 y 2024 se impuso en finales ante Peñarol. Disputó la Copa Libertadores de Fútbol Playa 2023 jugada en Paraguay, siendo la primera competencia internacional que disputaría la institución.

Torneos nacionales
| Organizados por AUF                     | Organizados por AUF    | Organizados por AUF |
| Competición nacional                    | Títulos                | Subcampeonatos      |
| --------------------------------------- | ---------------------- | ------------------- |
| Campeonato Uruguayo de Fútbol Playa (4) | 2021, 2022, 2023, 2024 |                     |